# آيت ويدير (تيزي نيسلي)
آيت ويدير هي إحدى مشيخات المملكة المغربية، تتبع جغرافيا لإقليم بني ملال وإداريًا لتيزي نيسلي. يقدر عدد سكانها بـ 2120 نسمة حسب الإحصاء الرسمي للسكان والسكنى لسنة 2004.